# Сеграте
Сегра̀те (на италиански: Segrate, на западноломбардски: Segràa, Сеграа) е град и община в Северна Италия, провинция Милано, регион Ломбардия. Разположен е на 115 m надморска височина. Населението на общината е 34 745 души (към 2012 г.).